# Zakládací listina pražského biskupství
Zakládací listina pražského biskupství není doložena v autentické podobě z roku 973, kdy pražské biskupství vzniklo. O tom, že pražští biskupové disponovali nějakou listinou potvrzující jejich postavení a zřejmě vydanou ještě v 10. století, podává zprávy Kosmova kronika.
Nejpodrobnější informace o původní listině zachovává listina císaře Jindřicha IV. z 29. dubna 1086, ovšem i tato Jindřichova listina je dochována pouze v Kosmově podání (druhá kniha) a v opisu 12. století. Listina zřejmě zachovala popis hranic pražského biskupství podle staršího zdroje (tedy snad listiny 80. let 10. století), zejména co se týče západních hranic. Problematické vymezení se týká východních hranic, protože vydání listiny žádal pražský biskup Jaromír, který se snažil po smrti olomouckého biskupa Jana I. připojit sousední diecézi ke své.

## Edice
- CDB I, č. 86, s. 92–95. [nedostupný zdroj]
- Monumenta Germaniae Historica: Dietrich von Gladiss (Hrsg.): Diplomata 18: Die Urkunden Heinrichs IV. (Heinrici IV. Diplomata). Teil 2: 1077–1106 Weimar 1959, S. 515–517